# Pierre Tudebode
Pierre Tudebode a fost un preot din provincia Poitou care a participat la Prima cruciadă. El a scris o relatare a acestei cruciade, sub titlul Historia de Hierosolymitano itinere, reprezentând amintirile unui martor ocular prezent la Asediul Antiohiei. Memoriile sale sunt publicate în vol. 155 din colecția Patrologia Latina.
Anonima Gesta Francorum este considerată adesea ca fiind inspirată din relatarea lui Tudebode, deși cercetătorul Jay Rubenstein apreciază că cele două lucrări ar deriva dintr-o sursă comună, actualmente pierdută.